# حسين أباد (خور وبيابانك)
حسين أباد هي قرية في مقاطعة خور وبيابانك، إيران. عدد سكان هذه القرية هو 36 في سنة 2006.